# Hydroporus sabaudus
Hydroporus sabaudus là một loài bọ cánh cứng trong họ Bọ nước. Loài này được Fauvel miêu tả khoa học năm 1865.